# Heinrich Kubis

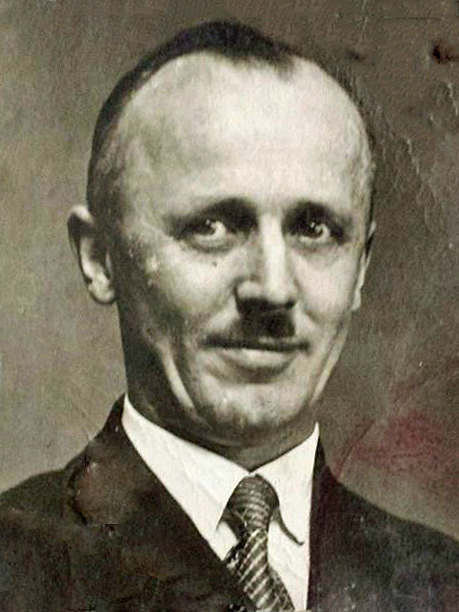
Heinrich Kubis, Foto vom Zutrittsausweis zum „Flug- und Luftschiffhafen Frankfurt a. M.“ vom 10. Juni 1936

Heinrich Kubis (* 16. Juni 1888; † 1979) war ein deutscher Kellner, der 1912 zum ersten Flugbegleiter der Welt wurde, als er die Passagiere auf dem Luftschiff LZ 10 „Schwaben“ betreute. Im Laufe seiner Karriere überlebte er die Zerstörung der LZ 10 „Schwaben“ am 28. Juni 1912 bei Düsseldorf und den Absturz der LZ 129 „Hindenburg“ am 6. Mai 1937 bei Lakehurst.

## Leben

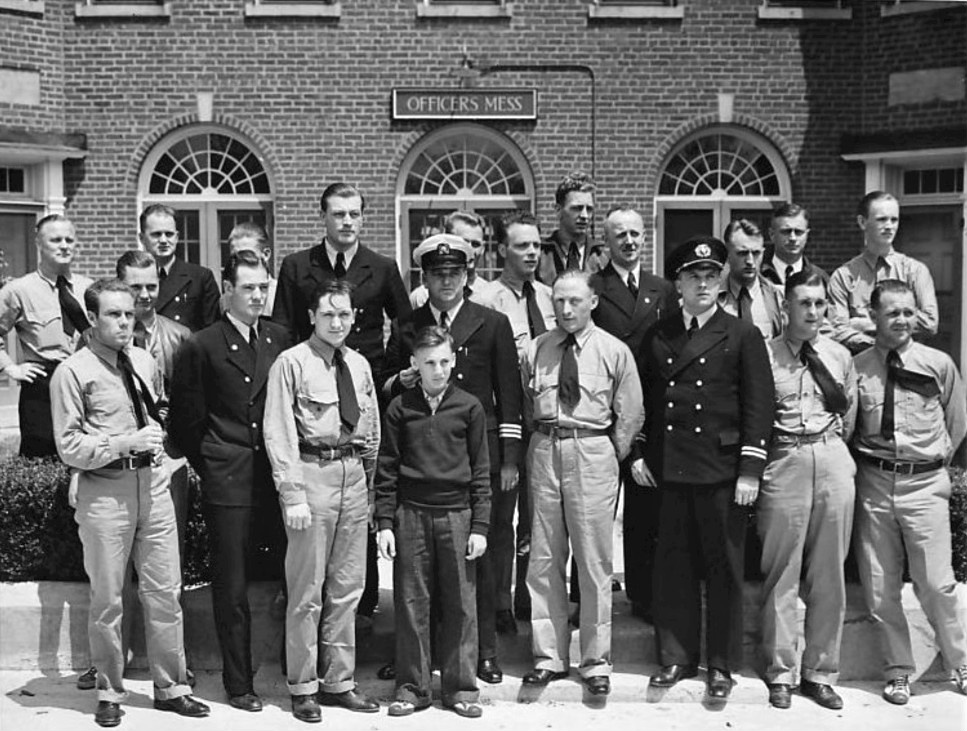
Heinrich Kubis (Siebter v. r., 1937)

Kubis arbeitete bereits in jungen Jahren in Hotels. Aufgrund seiner Erfahrung und seiner Sprachkenntnisse wurde er von der ersten Zeppelin-Luftfahrtgesellschaft DELAG im Jahr 1912 als erster Flugbegleiter der Welt eingestellt. Während er anfangs seine Dienste auf der LZ 10 „Schwaben“ leistete, wurde er über die Jahre auf verschiedenen Luftschiffen eingesetzt, so zum Beispiel 1919 auf der LZ 120 „Bodensee“. Am 6. Mai 1937 war er an Bord der LZ 129 „Hindenburg“. Als diese bei Lakehurst abstürzte, rettete er sich selbst und mehreren Passagieren das Leben, indem er sie dazu ermutigte aus den Fenstern des brennenden Luftschiffs zu springen.